# Ложь, наглая ложь и статистика
«Ложь, наглая ложь и статистика» (англ. Lies, damned lies, and statistics), полный вариант — «Существуют три вида лжи: ложь, наглая ложь и статистика» (англ. There are three kinds of lies: lies, damned lies, and statistics) — крылатое выражение, наиболее известная (и одна из лучших) критика прикладной статистики.

## Происхождение
Выражение получило известность благодаря Марку Твену, который в публикации «Главы моей автобиографии» в журнале «Североамериканское обозрение» 5 июля 1907 года приписал его премьер-министру Великобритании Бенджамину Дизраэли:

Цифры обманчивы, особенно когда я сам ими занимаюсь; по этому поводу справедливо высказывание, приписываемое Дизраэли: «Существует три вида лжи: ложь, наглая ложь и статистика».— Марк Твен, 5 июля 1907
Этой фразы нет в работах Дизраэли, и она не была широко известна ни при жизни политика, ни вскоре после смерти. В 2012 году математический факультет Йоркского университета приписал авторство Чарльзу Дильку (1843—1911). Помимо Дизраэли и Дилька, высказывание приписывали журналисту и политику Генри Лабушеру (1831—1912) и (ошибочно) самому Марку Твену.
В 1964 году К. Уайт (англ. Colin White) предположил авторство Франсуа Мажанди (1783—1855), который сказал фразу по-французски: фр. Ainsi l’altération de la vérité qui se manifeste déjà sous la forme progressive du mensonge et du parjure, nous offre-t-elle au superlatif, la statistique («Модификация правды, которая проявляется в сравнительной степени неправды и лжесвидетельства, имеет и суперлатив, статистику»). По словам Уайта, «мир нуждался в этой фразе, и несколько человек могли бы гордиться, придумав её».

## Интерес Марка Твена к статистике
Марк Твен упомянул ложь и статистику в автобиографии, обсуждая свою производительность как писателя (измеряемую в словах в час). Обнаружив, что в среднем он пишет столь же быстро, как и за 36 лет до того, он счёл нужным сопроводить эти сведения шуткой о цифрах, которые подводят его, особенно когда он их сам собирает. Интерес Твена к статистике проявлялся и в другие моменты его жизни. Так, во время интервью с Киплингом, он упомянул, что его не интересует художественная литература, он любит читать о разнообразных фактах и статистике. Киплинг был настолько удивлён, что позже прокомментировал, что так и не понял, всерьёз ли Твен говорил во время интервью. В своей книге «Жизнь на Миссисипи» Твен демонстрирует возможности неаккуратной экстраполяции данных:
За последние 176 лет Нижняя Миссисипи стала короче на 242 мили. Это в среднем чуть больше одной мили и одной трети в год. Отсюда всякий здравомыслящий человек, если он не слепой и не идиот, может заключить, что в старом верхнем оолитическом силурийском периоде, чему в следующем ноябре исполняется миллион лет, Нижняя Миссисипи насчитывала свыше 1 300 000 миль в длину и торчала из Мексиканского залива, как удочка. Рассуждая аналогично, легко прийти к выводу, что через 742 года длина Нижней Миссисипи сократится всего лишь до одной мили и трёх четвертей, а Каир и Новый Орлеан объединятся под руководством одного мэра и общего городского совета. Есть всё-таки что-то притягательное в науке: можно получить внушительные дивиденды в предположениях от пустякового вложения фактов.